# Phaeotrema microcarpa
Phaeotrema microcarpa är en svampart som beskrevs av Szatala 1955. Phaeotrema microcarpa ingår i släktet Phaeotrema, klassen Dothideomycetes, divisionen sporsäcksvampar och riket svampar.   Inga underarter finns listade i Catalogue of Life.